# Heinrich von Kleist

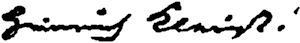
Kleist's signature

Bernd Heinrich Wilhelm von Kleist (18 tháng Mười 1777 – 21 tháng 11 năm 1811) là một nhà thơ, tiểu thuyết gia, nhà soạn kịch, nhà văn viết truyện ngắng người Đức. Giải Kleist, một giải thưởng có uy tín được đặt theo tên ông.